# Albor Fossae
Albor Fossae és una estructura geològica del tipus fossa a la superfície de Mart, situada amb el sistema de coordenades planetocèntriques a 18.6 ° de latitud N i 151.95 ° de longitud E. Fa 155 km de diàmetre. El nom va ser fet oficial per la UAI l'any 1985 i el pren d'una característica d'albedo localitzada a 20 ° de latitud N i 205 ° de longitud O.